# 若水
若水（わかみず）とは、往古、立春の日に宮中の主水司から天皇に奉じた水のもとを指した。後に元日の朝に初めて汲む水、井戸から水を汲んで神棚に供えることを指すこととなった。若水をハツミズ、アサミズと呼ぶところも存在する。
若水は邪気を除くと信じられ、神棚に供えた後、その水で年神への供物や家族の食事を作ったり、口を漱いだり茶を立てたりした。
元日の朝早く、まだ人に会わないうちに汲みに行き、もし人に会っても口をきかない仕来たりであった。若水を汲むのは年男（正月の行事を取り仕切る家長の事を言い、干支の年男とは別）の役目とされたり、その家の女性が汲んだりした。若水を汲む時には「黄金の水を汲みます」など縁起の良い言葉を唱えた。
君津地方では若水汲みは男性の役として女性にはまったく手を触れさせない。盆は女性、正月は男性の役といわれるように、元旦の若水汲みから3ヵ日、あるいは初卯の日までは炊事は男性がやるべきものとし、女性には水に触れさせないようにする所が多かった。